# Solariorbis infracarinatus
Solariorbis infracarinatus är en snäckart som först beskrevs av William More Gabb 1881.  Solariorbis infracarinatus ingår i släktet Solariorbis och familjen Vitrinellidae. Inga underarter finns listade i Catalogue of Life.